# Störte
Die Störte (von ndd. störten = stürzen) war eine zweirädrige, von Ochse oder Pferd gezogene Kippkarre, die besonders in den Herzogtümern Schleswig und Holstein für den Deichbau benutzt wurde. Ein Störtewerk war der Abschnitt eines Deiches, den ein einzelner Anlieger instand halten musste. Meist wurde das Störtewerk ebenfalls als „Störte“ bezeichnet.

## Deichbau
Ursprünglich war der Deichbau eine gemeinsame Leistung der Bewohner des Marschlandes. Die Landesherren (in Schleswig und Holstein der Herzog oder der dänische König) übernahmen oft die Organisation und finanzierten größere Bauwerke wie Schleusen oder Wehre, die Arbeiten am Deich und vor allem der Transport der enormen Mengen an Material wurden aber von den Bauern der anliegenden Ämter oder Harden durchgeführt. Zur Entlohnung erhielten sie dafür Anteile des neu eingedeichten, fruchtbaren Marschlandes. Dazu teilte man den Deich der Länge nach in Abschnitte entsprechend der gestellten Störten auf. Jeder Störte wurde eine bestimmte Landfläche zugeordnet und der neue Grundbesitzer war zu Unterhalt und Reparatur seines Deichabschnitts verpflichtet. So berichtet beispielsweise Ludwig Andresen über den Bau eines neuen Deichs an der nordfriesischen Küste von „Efkebüll“ zum „Stedesander Deich“, der 1551 fertiggestellt wurde: „Es waren zum Deichwerk 400 Sturzkarren, Störten, gestellt worden, und zwar aus der Böking- und der Karrharde je 100, von den königlichen Untertanen 200. Auf jede Störte erhielten die Beteiligten nun 6 Demat Hochland (… ca. 3,5 ha anbaufähiges Marschland); von dem der Koog 2400 Demat maß, und dazu 1 Demat Schlickland (… Land, das häufig durch Oberflächenwasser überflutet wurde und erst noch entwässert werden musste)“. Im alten Tonderkoog entfielen dagegen im Jahr 1554 auf jede Störte 30 Demat.
In manchen Fällen, z. B. im Falle eines Deichbruchs, wurden die Koog-Bewohner auch zu Lieferungen und Diensten für andere Köge herangezogen, wobei dann die Störte als Abrechnungseinheit diente. So wurde dem Tonderkoog 1597 auferlegt, „dem Gotteskoog zur Beseitigung oder Abdämmung der bei der Sturmflut 1593 eingebrochenen schlimmsten Wehlen Beistand zu leisten, und zwar je Störte 1 großen Pfahl zu 23-24 Ellen, 3 „Waltings“pfähle zu 14–15 Ellen, 40 Bund „Tegen“, 40 Latten, 10 Fuder Strauch und 10 Fuder Stroh. Dazu sollten je 20 Störten ein großes Schiff oder zwei kleine zur Arbeit am Werk Tag und Nacht stellen und jede der in Frage kommenden Harden „Weltingslüde“, und zwar „na oldem gebruk“ handfeste Männer, keine Kinder …“

## Wandel
Ende des 16., Anfang des 17. Jahrhunderts fand ein Umbruch im Deichbau statt. Die Landesherren verpflichteten immer häufiger Deichbauspezialisten, von denen sie sich neue Techniken und schnelleren Fortschritt versprachen, wie z. B. den Niederländer Johann Clausen Rollwagen. Er favorisierte ein Deichprofil mit sanft ansteigenden Flanken im Gegensatz zum bisher gebauten Stackdeich, der dem Meer eine hölzerne Palisadenwand entgegenhielt. Den Transport der größeren Mengen an Füllmaterial bewerkstelligten Tagelöhner, die keine Störte mit Zugtier stellen konnten, sondern mit Schubkarren arbeiteten. Etwas später übergaben die Landesherren den Deichbau in verschiedenen Fällen vollständig an Deichbauunternehmer, die Deiche auf eigene Rechnung errichteten und dafür Freibriefe über das eingedeichte Land und umfangreiche Privilegien erhielten, die sogenannten Oktroys. Die Bauern der anliegenden Kirchspiele konnten nun kein Land mehr durch den Bau neuer Deiche gewinnen und die Arbeit mit der Störte trat in den Hintergrund.